# Trapèze (anime)
Trapèze (空中ブランコ, Kūchū Buranko, littéralement « Trapèze volant ») est une série d'animation, produit par le studio Tōei Animation et diffusée à un rythme hebdomadaire dans la case spéciale noitaminA sur la chaîne télévisée Fuji TV du 15 octobre 2009 au 24 décembre 2009 de 00h45m à 01h15m (17h45m à 18h15m heure française). Depuis avril 2011, la plateforme de vidéo à la demande française Wakanim le diffuse en simulcast. Cet anime est, à l'origine, une adaptation d'un best-seller japonais écrit par Hideo Okuda et fut traduit en France sous le titre Un yakuza chez le psy: Et autres patients du Dr Irabu. Il a été aussi adapté en drama et film-live en 2005.

## Synopsis
On suit les mésaventures d'Ichiro Irabu (伊良部 一郎), un docteur en psychiatrie possédant une triple personnalité au caractère excentrique, à l'Hôpital Général Irabu. Il guérit  à sa manière ses patients atteints de différents symptômes avec l'aide de son assistante Mayumi (マユミ), une infirmière à l'attitude rebelle, qui elle se charge de faire la piqûre de vitamines au patient lors de la première consultation.